# پل گوگن (کشتی)
پل گوگن (کشتی) (به انگلیسی: Paul Gauguin (ship)) یک کشتی است که طول آن 513 feet (156.5 m) می‌باشد. این کشتی در سال ۱۹۹۷ ساخته شد.